# فلويد ريس
فلويد ريس (بالإنجليزية: Floyd Reese)‏ هو مدرب رياضي أمريكي، ولد في 8 أغسطس 1948.